# Natriumhydroxid
Natriumhydroxid (NaOH) er en stærk base. Den består af ionerne Na+ og OH-.

## Anvendelse
Natriumhydroxid kan bl.a. bruges til at rense tilstoppede afløb (opløse hår og fedt), fremstille sæbe og til at afsyre træ. Natriumhydroxid har forskellige handelsnavne som f.eks. kaustisk soda, ætsnatron og (som en opløsning i vand) natronlud.
Man kan ved brug af kaustisk soda i pulverform, kogende vand og en håndfuld forzinkede søm give kobbermønter som 25-ører og 50-ører en overflade og farve, der minder om sølv.
Anvendes i produktionen af biodiesel.

## Sikkerhed
Natriumhydroxid er stærkt ætsende på hud, slimhinder og andet væv på mennesker og dyr samt på mange tekstiler. Det forårsager hurtigt dybe ætseskader ved hudkontakt og er blandt de farligste kemikalier som forekommer i hjemmet. At anvende natriumhydroxid til at opløse propper i afløbet er meget farligt, da indånding af støv fra pulveret eller det mindste stænk på hud, tøj eller øjne giver alvorlige ætseskader. Indtagelse er livsfarligt.
Ved kontakt med natriumhydroxid, følg anvisningerne på flasken.